# Yevgenia Bugoslavskaya
Yevgenia Yakovlevna Bugoslavskaya (transliteració del rus Евгения Яковлевна Бугославская) (21 desembre 1899 – 30 maig 1960) va ser una atrònoma i geofísica. Va treballar molts anys en astronomia i va acabar sent professora titular en astronomia a la Universitat Estatal de Moscou.
També es pot trobar la transliteració Evgeniia Iakovlevna Bugoslavskaia.

## Vida
Yevgenia Bugoslavskaya va néixer a Moscou. El seus primers anys de vida els va passar en els suburbis de Moscou, on va desenvolupar un gran entusiasme per l'astronomia. Durant l'adolescència, amb la seva germana bessona Natalia, van visitar repetides vegades l'observatori de la Societat de Moscou d'Universitats Folk, localitzat en el Lubjanca que era un districte obert al públic, com a part d'un programa educatiu. En el seu temps lliure tocava el piano i cantava.
L'any 1924 es va graduar a la Universitat Estatal de Moscou. Durant 1925–1928 va realitzar un postgrau a l'Institut Astronòmic i Geodetic a la Universitat Estatal de Moscou. Durant 1928–1932 va treballar en aquest institut, i des de 1932 a Sternberg Institut Astronòmic (SAI). A partir de 1934 va començar a donar classes a la Universitat Estatal de Moscou. Des de 1949 era professora titular allà.

## Feina
Va realitzar molts projectes d'investigacions importants en el camp de astrometria fotogràfica i també va estudiar el comportament del Sol. Va trobar els moviments propis de les estrelles de la branca oriental de les nebuloses fosques de Perseus, Taurus i l'Orion Nebulosa (1936-1937). Va observar estrelles dobles emprant un astrògraf de 38 cm. Va ser una de les líders de l'expedició que va monotoritzar la corona solar a diversos punts de la URSS durant 
l'eclipsi solar total,el 19 de juny de 1936. Va participar en el processament d'observacions per tal de descriure l'estructura de la corona i la seva rotació.
Va dirigir moltes observacions durant els eclipsis solars totals de 1941, 1945, 1952 i 1954, també participant en el processament d'aquestes observacions. Va estudiar l'estructura fina de la corona solar i els seus moviments interiors, bastant-se en la informació recollida d'eclipsi d'entre 1887 i 1941 . Va aconseguir obtenir equipament modern per a l'Observatori de SAI en els turons de Lenin. És l'autora del llibre rus d'astronomia "Astrometria Fotogràfica". Un cràter en el planeta Venus es va nombrar Bugoslavskaya en el seu honor.